# Gilmar Silva
Gilmar Silva (ur. 9 marca 1984) – brazylijski piłkarz występujący na pozycji pomocnika.

## Kariera piłkarska
Od 2003 roku występował w Vitória, Santos FC, Tokyo Verdy, Yokohama FC, Náutico, Guingamp, Prudente, Avaí FC, Criciúma, Oeste, ABC, América, Santo André i Itumbiara.